# Вощинин, Александр Николаевич
Вощинин, Александр Николаевич (15 апреля 1914, д. Ново-Петровка, Уфимская губерния, Российская империя, — 11 ноября 1986, Москва, СССР) — советский военачальник, начальник 6-го управления ВМФ СССР, вице-адмирал (1968).

## Биография
Родился 15 апреля 1914 года в деревне Ново-Петровка, ныне Шаранского района, Республика Башкортостан. Татарин.
В 1937 году окончил артиллерийский факультет Высшего командного военно-морского училища им. М. В. Фрунзе (г. Ленинград), и был распределён на военный завод (г. Шостка Сумской обл.), где проходил службу на должностях: старшего техника, заместителя представителя ВМФ, директора завода. Участник Великой Отечественной войны. В 1941—1943 гг. в составе оперативного объединения Артиллерийского управления ВМФ (г. Ленинград): организовывал работы по укреплению береговых линий обороны. С апреля 1943 года старший офицер Артиллерийского управления ВМФ (г. Москва). После войны принимал участие в первых испытаниях ядерного оружия на Семипалатинском полигоне. В 1954—1966 гг. начальник отдела и заместитель начальника 6-го управления ВМФ. В 1966—1975 гг. начальник 6-го управления ВМФ. Один из руководителей испытаний ядерного оружия на Новой Земле. В 1975 году вышел в отставку.

## Награды
- орден Красного Знамени (1953)[3]
- орден Отечественной войны I степени (1985)[3]
- орден Отечественной войны II степени (1945)[3]
- орден Трудового Красного Знамени (1972)[3]
- два ордена Красной Звезды (1949, 1972)[3]
- орден «За службу Родине в Вооружённых Силах СССР» III степени[3]
- медали СССР[3]